# Gasan-dong
Gasan-dong (koreanska: 가산동)  är en stadsdel i stadsdistriktet Geumcheon-gu i Sydkoreas huvudstad Seoul.